# Jesús Fernández Collado
Jesús Fernández Collado (nascut l'11 de juny de 1988), conegut simplement com a Jesús, és un futbolista madrileny que juga pel Cadis CF com a porter.

## Carrera esportiva

### Reial Madrid
Nascut a Madrid, Jesús va jugar en diferents clubs en categories inferiores. El 2007 va signar pel CD Numancia, i va jugar pel Numancia B a la Tercera divisió. La temporada 2009–10 fou el tercer porter del primer equip a la Segona Divisió, i va debutar a la competició el 22 de maig de 2010 en una derrota a per 3–4 contra el Real Unión.
Jesús tornà a Madrid el 2010, quan fitxà pel Reial Madrid per jugar al Reial Madrid Castella a la Segona B. El 21 de maig de 2011, en el darrer partit de la temporada 2010–11, va debutar a la primera divisió amb el primer equip, tot substituint Jerzy Dudek en els darrers minuts d'una victòria per 8–1 contra la UD Almería.
Jesús no va passar de ser el tercer porter dels blancs en els següents dos anys, rere Iker Casillas, Antonio Adán i Diego López. L'1 de juny de 2013 va jugar un partit com a titular per primer cop, en una victòria a casa per 4–2 contra el CA Osasuna en el darrer partit de la lliga 2012–13.

### Llevant
El 4 d'agost de 2014, el Llevant UE va anunciar que havia arribat a un acord amb el Reial Madrid pel traspàs de Jesús.

## Granada
Després d'haver jugat molt poc amb el Llevant, va ser traspassat al Granada CF el 22 de gener de 2016.

## Palmarès

### Club
Reial Madrid Castella
- Segona divisió B: 2011–12

Reial Madrid
- Lliga de Campions de la UEFA: 2013–14
- Copa del Rei: 2013–14
- Supercopa d'Espanya: 2012